# Castilleja austromontana
Castilleja austromontana är en snyltrotsväxtart som beskrevs av Standley och Blumer. Castilleja austromontana ingår i släktet målarborstar, och familjen snyltrotsväxter. Inga underarter finns listade i Catalogue of Life.